# Судар авиона и хеликоптера изнад реке Потомак (2025)
Судар авиона и хеликоптера изнад реке Потомак 29. јануара 2025. године је била авионска несрећа када су се амерички путнички авион и војни хеликоптер сударили изнад реке Потомак у близини Вашингтона. У несрећи је погинуло свих 67 особа – путници и чланови посаде оба летелице.
Путнички авион, лет 5342 компаније American Eagle, полетео је из Вичите, Канзас, и био на прилазу аеродрому Роналд Реган Вашингтон Нешенал када је дошло до судара. Авион је био модел Bombardier CRJ700, којим је управљала компанија PSA Airlines. Војни хеликоптер, модел Sikorsky UH-60 Black Hawk, изводио је тренажни лет у том подручју.
Међу жртвама је било 28 чланова заједнице уметничког клизања, укључујући младе клизаче, њихове тренере и породице, који су се враћали са националног првенства и развојног кампа у Вичити.
Истражитељи из Националног одбора за безбедност саобраћаја раде на утврђивању узрока несреће. Прелиминарни извештај се очекује у року од 30 дана, док би коначни налази могли бити објављени тек за годину дана или више.
Ова трагедија је најсмртоноснија ваздухопловна несрећа у Сједињеним Државама од 2001. године и изазвала је дубоку тугу у заједници уметничког клизања и шире. У знак сећања, клизачки клубови и дворане широм земље одржали су минут ћутања у част настрадалих.